# Unterbeuern

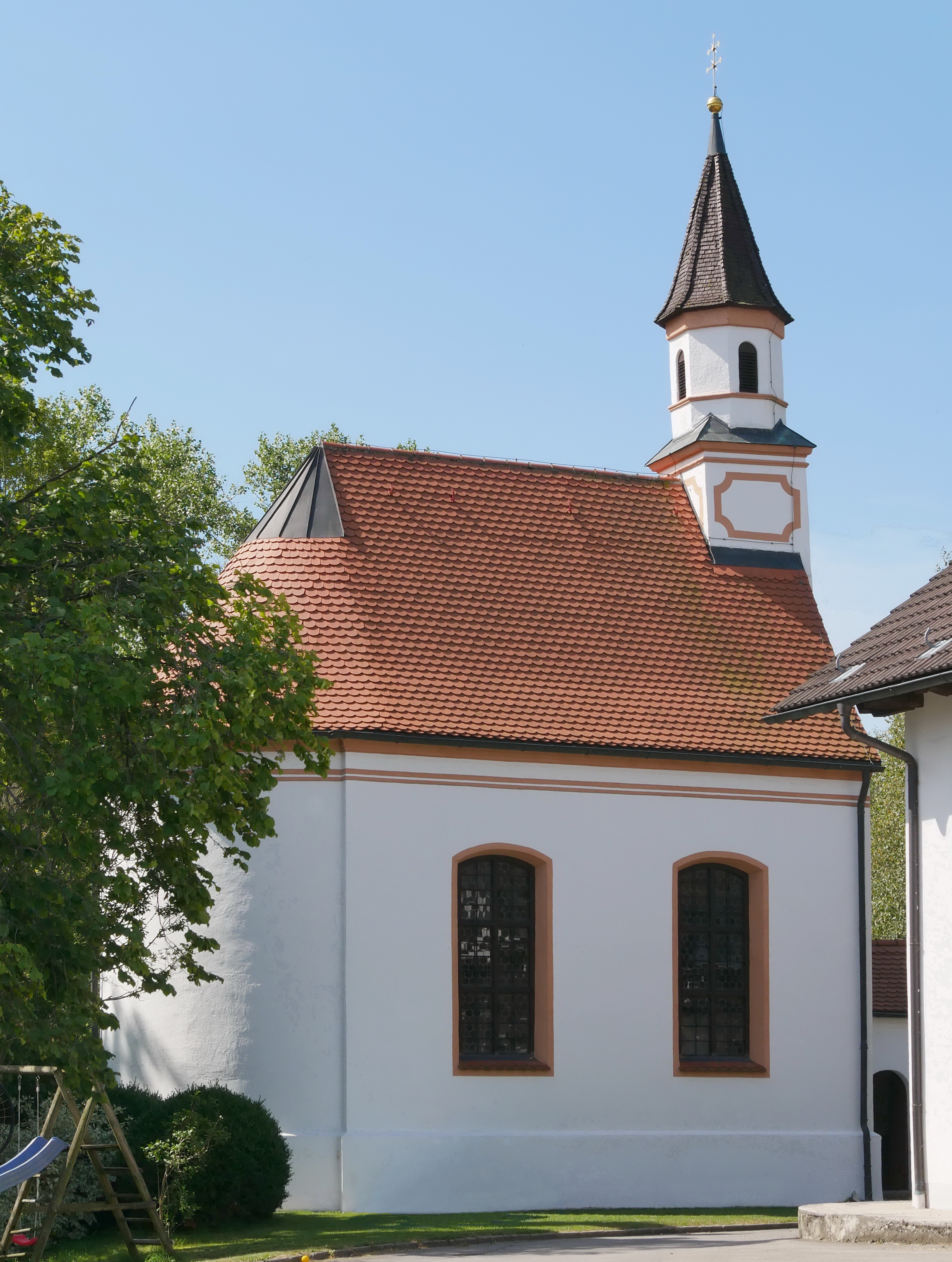
Kapelle St. Magnus in Unterbeuern

Unterbeuern ist ein Ortsteil des Marktes Dießen am Ammersee im oberbayerischen Landkreis Landsberg am Lech.

## Geografie
Der Weiler Unterbeuern liegt circa einen Kilometer östlich von Obermühlhausen am Beurerbach.

## Geschichte
In einem Waldstück südlich des Weilers wurden bereits Reste einer römischen Villa Rustica ausgegraben.
Aus dem frühen 8. Jahrhundert stammt ein in einem Bauernhaus gefundenes Steinkistengrab.
Erstmals erwähnt wird Unterbeuren 1025 als Buron.
Im Jahr 1236 vermachte Gottschalk Zwigel seinen Hof in Unterbeuern dem Kloster Dießen, 1396 wird ein Sedelhof in dem Weiler erwähnt. Nachdem das Kloster 1696 auch die Niedere Gerichtsbarkeit über den Weiler erworben hatte, gehörte er bis zur Säkularisation 1803 zur geschlossenen Klosterhofmark Dießen. Im Jahr 1752 werden drei Anwesen erwähnt, ein ganzer Hof, ein Halbhof und ein Sechzehntelhof.
Unterbeuern gehörte bis zum 31. Dezember 1971 zur ehemals selbstständigen Gemeinde Obermühlhausen und wurde gemeinsam mit dieser am 1. Januar 1972 nach Dießen am Ammersee eingemeindet.

## Sehenswürdigkeiten
In dem Weiler befindet sich die Kapelle St. Magnus, ein kleiner Barockbau, der um 1710 auf einem mittelalterlichen Vorgängerbau errichtet wurde. Am 6. September (Magnustag) findet jeweils eine kleine Wallfahrt statt.
Siehe auch: Liste der Baudenkmäler in Unterbeuern